# Министерство неджентльменских дел
«Министерство неджентльменских дел» или «Министерство неджентльменских приёмов ведения войны» (англ. Ministry of Ungentlemanly Warfare) — художественный фильм 2024 года британского режиссёра Гая Ричи, рассказывающий об операции «Почтмейстер» времён Второй мировой войны, экранизация книги Дэмиена Льюиса с Генри Кавиллом и Эйсой Гонсалес в главных ролях. Получил неоднозначные отзывы критиков.

## Сюжет
Действие фильма происходит в конце 1941 года, в разгар Второй мировой войны. Германия, разгромив Францию, пытается сокрушить Британию. Германские подводные лодки топят в Атлантике все суда, связанные с военными перевозками, США не могут из-за этого направить помощь на Британские острова. Некоторые высшие британские офицеры настаивают на капитуляции, но премьер-министр Уинстон Черчилль отказывается верить обещаниям Гитлера. Управление специальных операций предлагает уничтожить итальянский пароход «Герцогиня д’Аоста», снабжающий германские подлодки в открытом океане боеприпасами, горючим и необходимыми расходными материалами с базы, развёрнутой на испанском острове Фернандо-По в Гвинейском заливе. Такая операция может надолго снизить германскую активность в Атлантике.
Поскольку Испания соблюдает нейтралитет, операция «Почтмейстер» должна быть тайной. Агенты УСО Марджори Стюарт и Ричард Херон добираются до Экваториальной Африки поездом, а Гас Марч-Филлипс и его команда, Грэм Хейс, Фредди Альварес и Андерс Лассен, отправляются на траулере «Фрейлина» под нейтральным шведским флагом. Ещё один агент Джеффри Эпплъярд, блестящий стратег и аналитик, отправленный на разведку, попадает в руки немцев и содержится на одном из Канарских островов. Команда Гаса высаживается на этом острове и освобождает Эпплъярда.
Прибыв на Фернандо-По, Марджори и Херон договариваются с предводителем аборигенов, «принцем острова», о поддержке. Херон, официально содержащий на острове офицерское кабаре, знакомит Марджори с Генрихом Луром, старшим офицером СС. Он узнаёт, что «Герцогиня д’Аоста» с огромным грузом торпед, дизельного топлива и, главное, воздушных фильтров для подводных лодок собирается выйти в море на три дня раньше запланированного срока. Гасу, чтобы успеть, приходится сократить маршрут, проведя «Фрейлину» через территориальные воды Западной Африки, где ему пытаются помешать не только немцы, но и британцы.
Херон организует вечеринку для германских военных, чтобы отвлечь внимание от действий диверсантов. Он случайно узнаёт, что корпус «Герцогини» укреплён бронеплитами, то есть её не удастся взорвать. Британцы решаются угнать судно. Пока немцы веселятся, Херон минирует электроподстанцию и запирает снаружи ангар, где проходит отдельная вечеринка для германских матросов. Остальные британцы закладывают заряды под береговые орудия и склад дизельного топлива, минируют катера береговой охраны, захватывают «Герцогиню д’Аоста» и снимают её со стоянки, взорвав якорную цепь. Лур разоблачает Марджори и пытается её остановить, но она его убивает. Диверсанты буксируют итальянское судно в открытое море, Херон и Марджори догоняют их на катере. «Герцогиню» передают британскому корвету, после чего герои оказываются в военной тюрьме.
В финале Черчилль приезжает в тюрьму и объявляет диверсантов своей личной командой, назвав её «Министерство неджентльменских дел». Прибывшая с ним прислуга в это время сервирует стол для торжественного банкета.

## В ролях
| Актёр             | Роль                                           |
| ----------------- | ---------------------------------------------- |
| Генри Кавилл      | майор Гас Марч-Филлипс                         |
| Эйса Гонсалес     | Марджори Стюарт                                |
| Бабс Олусанмокун  | Ричард Херон                                   |
| Алан Ритчсон      | Андерс Лассен                                  |
| Алекс Петтифер    | Джеффри Эпплъярд                               |
| Генри Голдинг     | Фредди Альварес                                |
| Хиро Файнс-Тиффин | Генри Хейс                                     |
| Тиль Швайгер      | Генрих Лур                                     |
| Рори Киннир       | Уинстон Черчилль                               |
| Кэри Элвес        | бригадный генерал Колин Габбинс, начальник УСО |
| Фредди Фокс       | лейтенант Ян Флеминг                           |
| Дэнни Сапани      | Камбили Калу, принц острова Фернандо По        |
| Генри Зага        | капитан Бинеа                                  |
| Саймон Пейсли Дэй | адмирал Паунд                                  |
| Джордж Эспри      | коммандер Хопкирк                              |
| Джеймс Уилби      | виконт Алджернон                               |
| Марк Остервин     | маршал авиации Даудинг                         |
| Пол Энтони-Барбер | фельдмаршал Дилл                               |
| Мэттью Хоксли     | сэр Перси                                      |
| Лука Маррокко     | капитан Умберто, испанский комендант порта     |
| Тим Сейфи         | капитан немецкого сторожевика                  |

## Создание и оценки
В 2015 году студия Paramount купила права на экранизацию книги Дэмиена Льюиса. Сценарий написали Пол Тэймеси и Эрик Джонсон, позже его переработал Араш Амель. В феврале 2021 года стало известно, что Гай Ричи начал работу над фильмом по книге Льюиса, и что он намерен переписать сценарий. Продюсером проекта стали Джерри Брукхаймер и Чад Оман. В октябре 2022 года главные роли в фильме получили Генри Кавилл и Эйса Гонсалес. Съёмки начались 13 февраля 2023 года в Турции и завершились в двадцатых числах апреля 2023 года.
Трейлер фильма вышел 30 января 2024 года. 13 апреля состоялась премьера, 19 апреля картина вышла в театральный прокат.
Критики и СМИ сравнивали фильм с «Бесславными ублюдками» Квентина Тарантино, где тоже был специальный отряд, боровшийся с нацистами, только состоявший из американских евреев. По мнению Ярослава Забалуева («Лента.ру»), «стилизация под итальянские военные фильмы в духе „Этого проклятого бронепоезда“ Энцо Кастеллари здесь вышла еще прилежнее, чем у Тарантино».
На сайте-агрегаторе отзывов Rotten Tomatoes «Министерство неджентльменских дел» получило рейтинг 68 % при средней оценке 6,1/10. Консенсус критиков на этом сайте гласит: «Превращая реальную историю о геройстве в зрелищный боевик с высоким градусом экшена, пусть и без особого напряжения, „Министерство неджентльменских дел“ становится ещё одним достойным фильмом в коллекции Гая Ричи». На Metacritic средняя оценка составила 55 баллов из 100. Зрители, опрошенные порталом Cinemascore, поставили фильму среднюю оценку «A-» по шкале от A+ до F.
Ярослав Забалуев констатировал в свой рецензии, что в случае Ричи «скорость работы время от времени компенсирует качество продукции — как в его собственных глазах, так и в восприятии зрителей и критиков»: «нет смысла очень сильно переживать из-за среднего фильма Ричи, если через год он снимет ещё один». Критик отметил, что авторы фильма очень вольно обошлись с исходным материалом, изменив детали операции «Почтмейстер» и внеся в сюжет элементы клоунады. По словам Кимбер Майерс из Crooked Marquee, Ричи в «Министерстве» уделяет мало внимания «второстепенным элементам, таким как исторические детали, военная стратегия и развитие персонажей»; главное для него — «изобретательные способы уничтожения нацистов».
Елена Зархина («РБК») сочла, что Генри Кавиллу в фильме «нечего играть». У остальных героев «характеры размыты, четкой биографии нет, мотивация неясна», а супруги Херон и Марджори «могут вызвать вопросы ввиду исторического контекста»: по мнению рецензентки, Ричи стоило отказаться от ссылок на исторические факты либо вообще сделать картину «фантастической сказкой». Целостность сюжета, по словам Зархиной, отсутствует, драматизм «недокручен». В итоге «история превращается в несмешной, но буйный анекдот».